# Leao Butrón
Leao Butrón Gotuzzo (Lima, 6 marzo 1977) è un ex calciatore peruviano con passaporto italiano, di ruolo portiere.

## Palmarès

### Club

#### Competizioni nazionali
- Campionato peruviano: 8

Sporting Cristal: 1995, 1996
Alianza Lima: 2003, 2004, 2017
Universidad San Martín: 2007, 2008, 2010